# James Chadwick
Sir James Chadwick (n. 20 octombrie 1891, Bollington, Anglia, Regatul Unit al Marii Britanii și Irlandei – d. 24 iulie 1974, Cambridge, Anglia, Regatul Unit) a fost un fizician englez și laureat al Premiului Nobel pentru Fizică, celebru pentru descoperirea neutronului și unul din oamenii importanți ai Proiectului Manhattan.

## Biografie
James Chadwick s-a născut la Bollington, Cheshire, Anglia pe 20 octombrie 1891, în familia lui John Joseph Chadwick și Anne Mary Knowles. A făcut școala primară în Bollington, apoi liceul la Manchester High School, și apoi a făcut facultatea la Manchester și Cambridge, lucrând și cu Ernest Rutherford. În 1913, Chadwick a lucrat cu Hans Geiger la Universitatea Tehnică Berlin. Era în Germania la începutul primului război mondial și a fost închis în Tabăra de prizonieri de război Ruhleben de lângă Berlin. În timpul captivității, a avut libertatea de a-și construi un laborator. Cu ajutorul lui Charles Ellis, a lucrat la ionizarea fosforului și la reacțiile fotochimice ale monoxidului de carbon și ale clorului. Mare parte din perioada războiului și-a petrecut-o la Ruhleben, până când laboratorul lui Geiger a intervenit pentru eliberarea lui.

## Cariera

### Cercetările de la Cambridge
În 1932, Chadwick a făcut o descoperire fundamentală în domeniul fizicii nucleare: a descoperit particula din nucleul atomului cunoscută astăzi sub numele de neutron, datorită lipsei sarcinii electrice. Spre deosebire de nucleii de heliu (particulele alfa) care sunt încărcate pozitiv, și deci sunt respinse de forțele electrice mari prezente în nucleii atomilor grei, această nouă particulă ce poate genera dezintegrare atomică nu trebuie să depășească nicio barieră electrică și este capabilă să penetreze și să fisioneze nucleii celor mai grele elemente. Astfel, Chadwick a pregătit calea spre fisiunea atomului de uraniu 235 și spre crearea bombei atomice. Pentru această importantă descoperire, a primit Medalia Hughes a Societății Regale în 1932, și ulterior și Premiul Nobel pentru Fizică în 1935.
Descoperirea lui Chadwick a făcut posibilă crearea elementelor mai grele decât uraniul în laborator. Descoperirea sa l-a inspirat în mod deosebit pe Enrico Fermi, fizician italian și laureat al premiului Nobel, să descopere reacțiile nucleare aduse de neutronii încetiniți, și i-a condus pe Otto Hahn și Fritz Strassmann, radiochimiști germani din Berlin, spre revoluționara descoperire a "fisiunii nucleare", care a declanșat procesul de dezvoltare a bombei atomice.

## Liverpool
Chadwick a devenit profesor de fizică la Universitatea Liverpool în 1935. Ca rezultat al memorandumului Frisch-Peierls din 1940 asupra fezabilității bombei atomice, a fost numit membru al Comisiei MAUD care a investigat subiectul mai în profunzime. A vizitat America de Nord ca membru al Misiunii Tizard în 1940 pentru a colabora cu americanii și canadienii în domeniul cercetării nucleare. Întors în Anglia în noiembrie 1940, a concluzionat că nimic nu poate rezulta din cercetări decât după război. În decembrie 1940 Franz Simon, la comanda comisiei MAUD, a declarat că este posibil să fie separat izotopul uraniu-235. Raportul lui Simon includea estimări de costuri și specificații tehnice pentru o uzină mare de îmbogățire a uraniului. James Chadwick a scris mai târziu că a fost prima oară când a "realizat că o bombă nucleară era nu doar posibilă, ci inevitabilă. A trebuit apoi să iau somnifere. Era singurul remediu."
Puțin după aceea a lucrat la Proiectul Manhattan în Statele Unite, proiect ce a dezvoltat bombele atomice folosite la Hiroshima și Nagasaki. Chadwick a fost înnobilat în 1945.